# Giải vô địch bóng đá nữ châu Âu 1995
Giải vô địch bóng đá nữ châu Âu 1995 là do UEFA tổ chức, diễn ra từ năm 1993 tới năm 1995 (tính cả vòng loại). Trận chung kết của giải diễn ra tại Đức.
Đức thắng Thụy Điển trong trận chung kết tại Kaiserslautern với tỉ số 3–2 để lần thứ ba lên ngôi vô địch (tính cả hai chức vô địch với danh nghĩa Tây Đức).

## Thể thức
Tại vòng loại, 29 đội chi làm 8 bảng (3 hoặc 4 đội/bảng) và đội đầu mỗi bảng lọt vào tứ kết. Tại vòng tứ kết và bán kết các đội thi đấu theo thể thức hai lượt sân khách sân nhà, tìm ra hai đội bước vào trận chung kết. Trận chung kết chỉ đá 1 trận duy nhất trên sân nhà của 1 trong 2 đội.

## Bán kết

### Lượt đi
| Anh       | 1–4 | Đức                                                |
| --------- | --- | -------------------------------------------------- |
| Farley 7' |     | Mohr 32', 80' · Brocker 68' · Wiegmann 87' (ph.đ.) |

| Na Uy                                       | 4–3      | Thụy Điển                               |
| ------------------------------------------- | -------- | --------------------------------------- |
| Aarønes 44', 64' · Sandberg 60' · Waage 89' | Chi tiết | Kalte 15' · Andelen 55' · Johansson 61' |

### Lượt về
| Đức                           | 2–1 | Anh       |
| ----------------------------- | --- | --------- |
| Waller 34' (l.n.) · Prinz 79' |     | Farley 1' |

Đức thắng với tổng tỉ số 6–2.
| Thụy Điển                          | 4–1      | Na Uy       |
| ---------------------------------- | -------- | ----------- |
| Kalte 53' · Videkull 59', 61', 76' | Chi tiết | Medalen 22' |

Thụy Điển thắng với tổng tỉ số 7–5.

## Chung kết
| Đức                                | 3–2 | Thụy Điển                |
| ---------------------------------- | --- | ------------------------ |
| Meinert 33' Prinz 64' Wiegmann 85' |     | Andersson 6' Andelén 89' |

## Vô địch
| Vô địch Euro 1995  |
| ------------------ |
| · Đức · Lần thứ ba |

## Cầu thủ ghi bàn
3 bàn
- Lena Videkull

2 bàn
| - Karen Farley - Heidi Mohr - Birgit Prinz | - Bettina Wiegmann - Ann Kristin Aarønes | - Anneli Andelén - Ulrika Kalte |

1 bàn
| - Patricia Brocker - Linda Medalen | - Kristin Sandberg - Anita Waage | - Malin Andersson - Helen Johansson |

Phản lưới nhà
- Louise Waller (trận gặp Đức)